# Empate majoritário
Uma empate majoritário (EM) é um critério de resultado em vários esportes de combate de contato, como boxe, artes marciais mistas (MMA) e outros esportes envolvendo golpes. Em um empate majoritário, dois dos três árbitros elegem a luta como "empate", enquanto um terceiro escolhe determinado atleta como vencedor. Logo, como a maioria optou pelo empate, este é o resultado final.
É provavelmente uma das decisões mais raras dos esportes de combate, tendo sido um caso notável o confronto do UFC 205 entre Tyron Woodley vs. Stephen Thompson.